# Altastenberg
Altastenberg is een dorp in de gemeente Winterberg in Duitsland. Het dorp ligt op bijna 800 m hoogte in het Sauerland, zo'n 2 km ten noordwesten van de Kahler Asten.
Toerisme is een van de belangrijkste economische activiteiten. Bij het dorp zijn skiliften, langlauf loipes  en een skischans (de Westfalenschanze). In de zomer wordt in de omgeving gewandeld en gefietst. Altastenberg ligt aan de Rothaarsteig lange afstand wandelroute.